# Superman Escape
Ne doit pas être confondu avec Superman The Escape (Six Flags Magic Mountain).
Superman Escape est un parcours de montagnes russes en métal de type lancées construites par Intamin pour le parc Warner Bros. Movie World à Gold Coast, en Australie. L'attraction est ouverte depuis le 26 décembre 2005.

## Description
L'attraction, grâce à sa propulsion hydraulique permet de lancer le train de 0 à 100 km/h en deux secondes, au sommet du top hat de 40 mètres.
Mais avant le lancement, contrairement aux autres montagnes russes du même genre, Superman possède une section "dark ride" reprenant le métro de la ville de surperman lors d'un tremblement de terre, et c'est superman qui vient nous sauver en nous propulsant hors du métro.

## Galerie

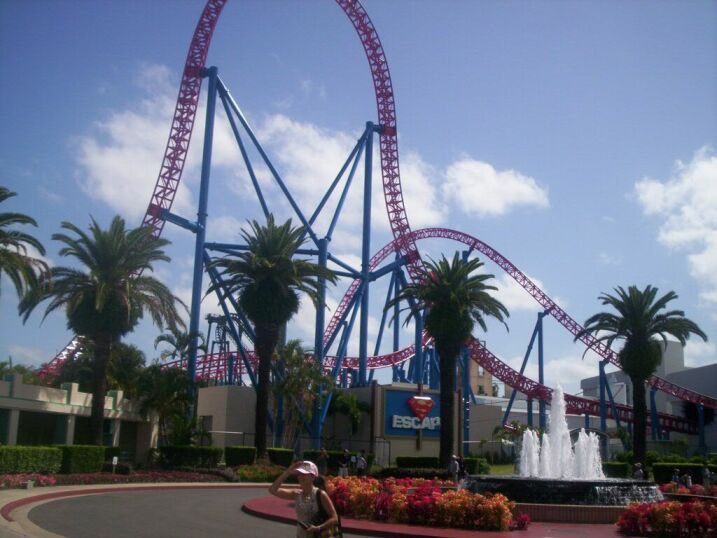
Vue générale de l'attraction.
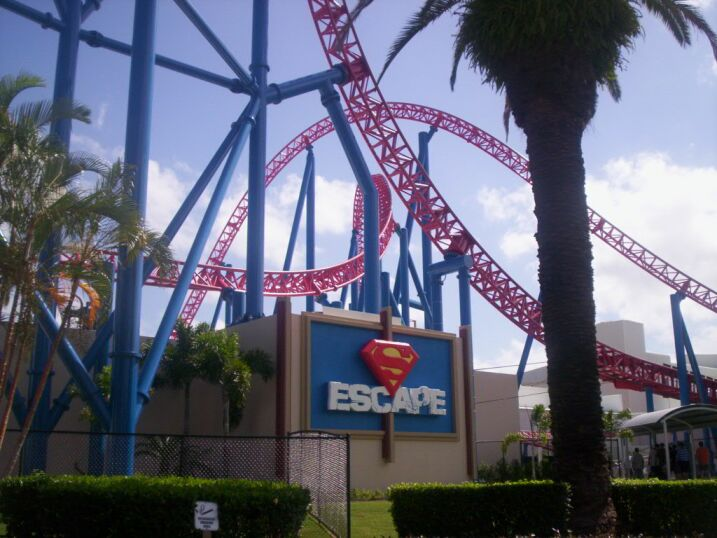
Façade de l'attraction.
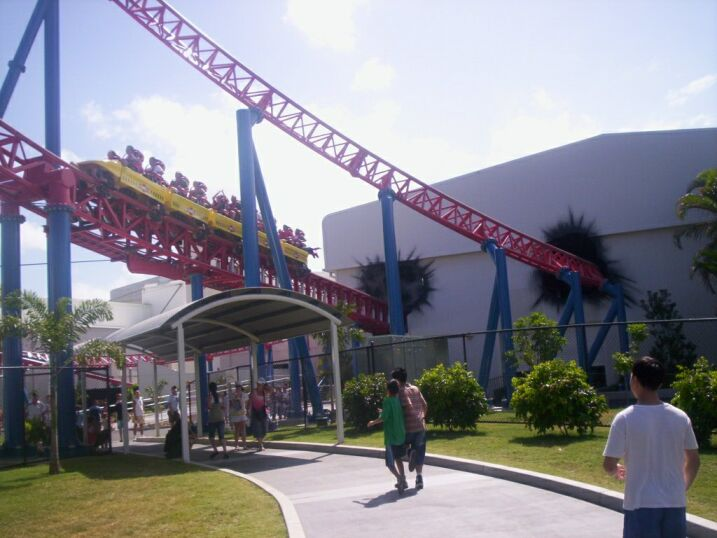
Zone de lancement.
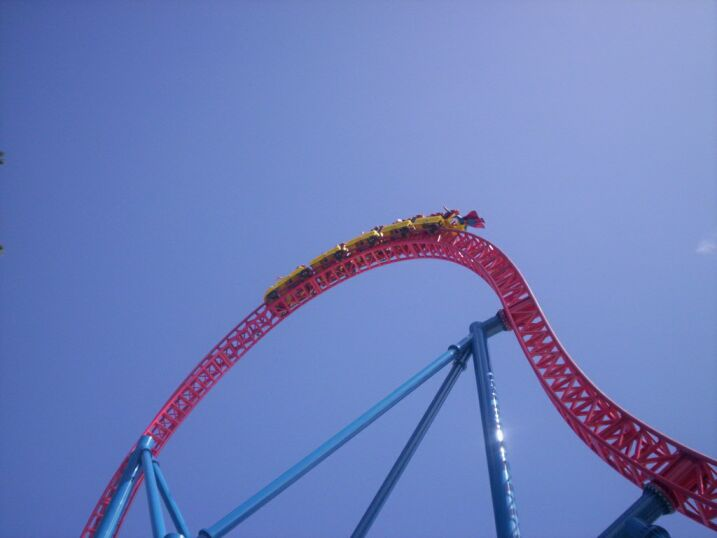
Top hat.